# فیلیپ راث
فیلیپ میلتون راث (انگلیسی: Philip Milton Roth؛ زادهٔ ۱۹ مارس ۱۹۳۳-درگذشته ۲۲ مه ۲۰۱۸)، رمان‌نویس آمریکایی است. او یکی از بزرگترین نویسندگان نیم قرن گذشته ادبیات آمریکا بود.

## زندگی
فیلیپ راث در سال ۱۹۳۳ در نیوآرک، نیوجرسی آمریکا زاده شد. او فرزند یک خانواده آمریکایی و نوه یک خانواده یهودی اروپایی بود که در موج مهاجرت قرن نوزدهم به آمریکا کوچ کرده بودند. فیلیپ در بخش کم‌درآمد شهر بزرگ شد. او پس از دبیرستان به دانشگاه باکنل رفت و مدرک کارشناسی گرفت. سپس تحصیلاتش را در دانشگاه شیکاگو ادامه داد و در همان دانشگاه هم به تدریس ادبیات پرداخت. وی در دانشگاه پنسیلوانیا نیز ادبیات تطبیقی درس می‌داد و در سال ۱۹۹۲ بازنشسته شد. هنگامی که در شیکاگو، ایلینوی بود نویسنده معروف سال بلو را ملاقات کرد و در همان‌جا بود که با نخستین همسرش مارگارت مارتینسون آشنا شد. با جدایی‌شان در سال ۱۹۶۳ و مرگ مارتینسون در سال ۱۹۶۸ طی یک حادثه رانندگی یکی از نشانه‌های آشنا از داستان‌های راث خارج شد. مارتینسون الهام بخش شخصیت زن در بسیاری از رمانهای راث بود؛ مانند لوسی نلسون در رمان وقتی که او خوب بود یا مائورین تارنوپل در رمان زندگی‌ام به عنوان یک مرد. پس از اتمام تحصیلات تا وقتی که اولین کتابش در سال ۱۹۵۹ منتشر شود راث به مدت دو سال در ارتش آمریکا خدمت کرد و پس از آن برای مجلاتی گوناگونی داستان کوتاه و نقد نوشت.
فیلیپ راث در سال ۱۹۹۰ با کلر بلوم بازیگر انگلیسی ازدواج کرد که این رابطه در سال ۱۹۹۴ به جدایی انجامید. بعدها کلر بلوم روایت زندگی خود با راث را در کتاب ترک خانهٔ عروسک نوشت و در سال ۱۹۹۶ منتشر کرد که جزئیات روابط خصوصی آن دو را برملا می‌کند. راث هم در واکنش به این ماجرا سال‌ها بعد رمانی نوشت به نام با یک کمونیست ازدواج کردم و در آن کلر بلوم را همسری توصیف کرد که زندگی شوهرش را با نوشتن کتاب خاطرات خود از بین برد. راث از سال ۱۹۷۵ عضو مؤسسه ملی هنر و ادبیات آمریکا بوده‌است. او همچنین تا سال ۱۹۸۹ به عنوان ویراستار آثار ادبی با انتشارات پنگوئن همکاری می‌کرد.
اما از سال ۱۹۹۲ وقت خود را فقط صرف نویسندگی کرده‌است. او نخستین نویسنده زنده آمریکایی است که مجموعه آثارش از سوی کتابخانه آمریکا منتشر شده‌است.

## نویسندگی
اولین کتاب او خداحافظ کلمبوس و پنج داستان کوتاه که در سال ۱۹۵۹ منتشر شد نگاهی طنزآمیز و شوخ‌طبعانه به زندگی یهودیان در آمریکای پس از جنگ داشت. این کتاب جایزه کتاب ملی برای داستان را برای او به ارمغان آورد، اگر چه برخی از درون جامعه یهودیان به خاطر آنچه که او تصویر کرده بود، وی را محکوم کردند. اولین رمان او با عنوان «رها» اثری واقع‌گرایانه است که به مسائل اجتماعی و اخلاقی دهه ۵۰ میلادی آمریکا می‌پردازد. راث این شیوه را در کتاب وقتی که او خوب بود، نیز پی گرفت. رمان واقع‌گرایانه دیگری که تمرکزش بر روایتی کمیاب در آثار راث-زنی جوان اهل غرب میانه-است. او با سومین رمانش شکایت پورتنوی بیشتر مشهور شد. این کتاب یک بازنمایی طنازانه از جهان یهودیان طبقه متوسط نیویورک در قالب الکساندر پورتنوی است.

## آثار
- خداحافظ کلمبوس و پنج داستان کوتاه
- رئیس‌جمهور ما، ترجمه افشین رضاپور، انتشارات آنا، ۱۳۸۳
- زنگار بشر، ترجمه فریدون مجلسی، انتشارات البرز، ۱۳۸۴
- خشم، ترجمه فریدون مجلسی، انتشارات نیلوفر، سال ۱۳۸۸
- یکی مثل همه، ترجمه پیمان خاکسار، نشر چشمه، سال ۱۳۸۹
- ننگ بشری، ترجمه زهرا طراوتی، نشر نیماژ
- زوکرمن رهیده از بند، ترجمه سهیل سمی، نشر نیماژ
- حقارت، ترجمه سهیل سمی، نشر نیماژ
- نویسندهٔ پشت پرده، ترجمه سهیل سمی، نشر نیماژ
- ارباب انتقام، ترجمه پدرام لعل بخش، انتشارات افراز
- شوهر کمونیست من، ترجمه فریدون مجلسی، انتشارات نیلوفر
- شب‌نشینی در پراگ، ترجمه خسرو خرم، نشر نون، سال ۱۳۹۹
- میراث، ترجمه بنفشه میرزایی، انتشارات گویا ۱۳۹۹

## جوایز ادبی
- جایزه ملی منتقدان کتاب، سال ۱۹۹۱
- جایزه پن/فاکنر، سال ۱۹۹۳
- جایزه ملی کتاب آمریکا، سال ۱۹۹۵
- جایزه پولیتزر، سال ۱۹۹۸
- جایزه فرانتس کافکا، سال ۲۰۰۱
- جایزه ادبی من بوکر، سال ۲۰۱۱
- جایزه ادبیات پرنس آستوریاس، سال ۲۰۱۲[۵]

## انتقاد از ویکی‌پدیا
فیلیپ راث در پی تلاشی ناموفق برای اصلاح اطلاعاتی در مورد رمان «زنگار بشر» در ویکی‌پدیای انگلیسی به این مسئله با نوشتن نامه‌ای سرگشاده خطاب به ویکی‌پدیا که در نیویورکر منتشر شد اعتراض کرد. او در این نامه بیان می‌کند که در صفحهٔ ویکی‌پدیای انگلیسی —که هم‌اکنون اصلاح شده‌است— رمان «زنگار بشر» الهامی از زندگی آناتول برویارد معرفی شده اما این رمان در اصل بر پایهٔ زندگی یکی از دوستان او به نام ملوین تومین که استاد پرینستون است نوشته شده‌است. به گفتهٔ راث مدیر ویکی‌پدیای انگلیسی در پاسخ به نامهٔ اعتراض اولیه چنین نوشته‌است: «از نظر شما اطلاع دارم که نویسنده بزرگترین اختیاردار دربارهٔ آثارش است، اما ما به منابع ثانویه برای تأیید این مسئله نیاز داریم.»

## درگذشت
فیلیپ راث در حالی که در بیمارستان بستری بود در روز سه‌شنبه ۲۸ مارس ۲۰۱۸ بر اثر نارسایی قلبی در نیویورک درگذشت.

### اطلاعات بیشتر
- Literary Encyclopedia biography
- The Philip Roth Society
- Philip Roth looks back on a legendary career, and forward to his final act
- American Master's Philip Roth: Unmasked.
- آثار فیلیپ راث در کتابخانهٔ باز
- Library resources in your library and in other libraries by فیلیپ راث
- Web of Stories online video archive: Roth talks about his life and work in great depth and detail. Recorded in NYC, March 2011
- حضور در سی-سپن
- فیلیپ راث در بانک اطلاعات اینترنتی برادوی
- Philip Roth در بانک اطلاعات اینترنتی فیلم‌ها (IMDb)

### مصاحبه‌ها
- Hermione Lee (Fall 1984). "Philip Roth, The Art of Fiction No. 84". The Paris Review.
- Roth interview – from NPR's "Fresh Air", سپتامبر ۲۰۰۵
- Roth interview – from The Guardian, دسامبر ۲۰۰۵
- Roth interview – from Open Source
- Roth interview – from Der Spiegel, فوریه ۲۰۰۸
- Roth interview – from the London Times, ۱۷ اکتبر ۲۰۰۹
- Roth interview – from CBC's Writers and Company. Aired 2009-11-01
- Roth interview – from New York Times. Printed 2018-01-16